# Willy Wimmer

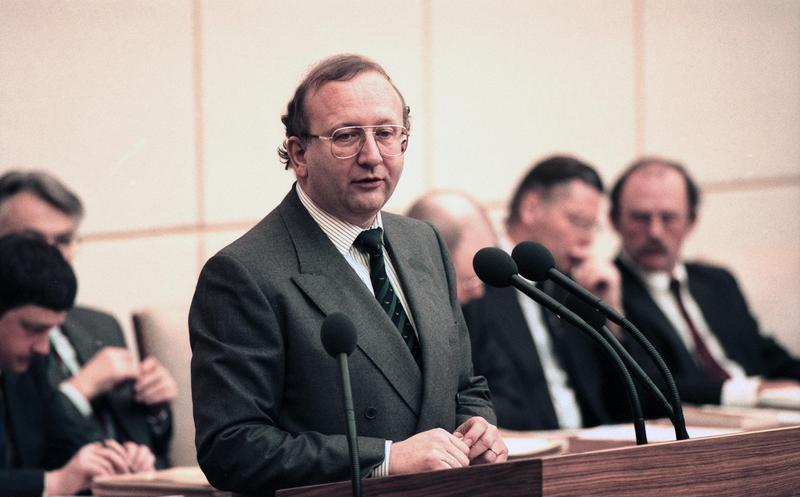
Willy Wimmer (1990)

Willy Wimmer (* 18. Mai 1943 in Mönchengladbach) ist ein ehemaliger deutscher Politiker (CDU). Von 1976 bis 2009 war er Mitglied des Deutschen Bundestages. Er wurde danach mit rechtsnationalen Aussagen im Umfeld von alternativen Medien tätig.

## Leben

### Bildung und Beruf
Wimmer studierte nach dem Abitur am Gymnasium Odenkirchen an der Universität Köln und der Rheinischen Friedrich-Wilhelms-Universität Bonn Rechtswissenschaft. Nach dem ersten juristischen Staatsexamen und dem Referendariat legte er das zweite Staatsexamen ab und ist seit 1977 als Rechtsanwalt in Mönchengladbach-Rheydt tätig. Wimmer ist verheiratet und hat einen Sohn.

### Politische Laufbahn

#### Eintritt in die CDU, Parteiämter
Wimmer trat 1959 in die CDU ein und engagierte sich zunächst in der Jungen Union (JU) als Mitglied im JU-Landesvorstand Rheinland und Vorsitzender des JU-Bezirksverbandes Niederrhein. Von 1986 bis 2000 war Wimmer Vorsitzender des CDU-Bezirksverbandes Niederrhein, seitdem ist er Ehrenvorsitzender.
Bei der Fusion der Blockpartei Ost-CDU mit der West-CDU spielte Wimmer eine entscheidende Rolle als Schrittmacher der Entwicklung. De Maizières Begegnung schon am 27. Januar 1990 in Neuss mit Wimmer „schlug im Adenauer-Haus wie eine Bombe ein“. Wimmer beabsichtigte, Kohl zusätzlich unter Druck zu setzen. De Maizière hob Wimmer gegenüber hervor, dass für den Wahlkampf der Ost-CDU die Unterstützung durch die Bundes-CDU entscheidend sei. Wimmer sollte ein Gespräch zwischen den beiden Vorsitzenden vermitteln, das die West-CDU bis dahin vermieden hatte. De Maizière hatte bereits zu einer Pressekonferenz nach dem Gespräch eingeladen, auf der er das Scheitern der Verhandlungen zwischen beiden Parteien öffentlich machen wollte. „Wimmer musste handeln und rief Kohl an. Daraus wurde wenig später das Wahlbündnis Allianz für Deutschland, das am 18. März die Volkskammerwahl in der DDR gewann und den Weg in die deutsche Einheit ebnete. Daraus wurde zuerst die Kooperation, dann das Zusammengehen der beiden CDU.“
Während der CDU-Spendenaffäre warf Willy Wimmer im Jahr 2000 der Parteiführung „mangelndes Familiengefühl“ vor. Er vermutete, dass Angela Merkel und Wolfgang Schäuble sich über die Affäre von Kohl abzunabeln versuchten. Seiner Meinung nach war jedoch die Bindung der Partei an Kohl stärker: „Hier geht es nicht um Ödipus oder Ödipussi, hier geht es um die Zukunft der CDU“.

#### Kommunalpolitik
Wimmer gehörte von 1969 bis 1980 dem Stadtrat von Mönchengladbach und von 1975 bis 1976 auch der Landschaftsversammlung des Landschaftsverbandes Rheinland an.

#### Bundestagsabgeordneter
Wimmer zog 1976 als direkt gewählter Abgeordneter des Wahlkreises Rheydt – Grevenbroich II in den Bundestag ein. Bei den Bundestagswahlen von 1980 bis 1998 gewann er stets das Direktmandat im Wahlkreis Neuss II. Bei den Wahlen von 2002 und 2005 gewann er das Direktmandat im Wahlkreis Krefeld I – Neuss II. 2005 erreichte er hier 47,4 % der Erststimmen.
Seit den 90er Jahren, vor allem seit den Jugoslawienkriegen, kritisierte Wimmer in außen- und sicherheitspolitischen Fragen immer deutlicher die Partei- und Fraktionslinie. Er beklagte sich darüber, dass ihn die Fraktion mit Sanktionen belegt hätte: Er habe nicht mehr reden dürfen, habe Dienstreisen gestrichen bekommen und sei durch die Fraktionsführung isoliert worden. In diesem Zusammenhang kritisierte er einen restriktiven Umgang mit den Rechten von Abgeordneten und sah darin eine Gefährdung der parlamentarischen Demokratie. „Wenn man Leute aus den parlamentarischen Beratungen ausschließt, indem sie vor dem Parlament nicht mehr reden dürfen und sie aus dem Ausschuss geworfen werden, wenn sie dort den Mund aufmachen, trägt das dazu bei, dass unser parlamentarisches System verkommt.“
Zur Bundestagswahl 2009 trat er überraschend nicht mehr an. Nach eigenen Angaben hatte diese Entscheidung keine politischen Gründe.

#### Politische Ämter
Wimmer war von April 1985 bis Dezember 1988 verteidigungspolitischer Sprecher der CDU/CSU-Bundestagsfraktion und konnte internationale Kontakte knüpfen, auf die er später als Parlamentarischer Staatssekretär (1988–1992) unter Verteidigungsminister Gerhard Stoltenberg und als Vizepräsident der Parlamentarischen Versammlung der OSZE (1994–2000) aufbauen konnte.
Als Verteidigungsminister übungshalber nahm Wimmer 1986 an der NATO-Übung WINTEX im Regierungsbunker Marienthal teil. Im Verlaufe dieser NATO-Übung habe das NATO-Hauptquartier in Brüssel die Zustimmung zu einem Einsatz von Nuklearwaffen gegen Dresden und Potsdam erbeten. Wimmer lehnte es ab, sich weiter an der Planung eines Atomwaffeneinsatzes auf deutschem Boden zu beteiligen.
Bundeskanzler Helmut Kohl habe daraufhin entschieden, dass sich die Vertreter der Bundesregierung sofort aus der weiteren Übung zurückziehen sollten. Die Übung sei dann ohne deutsche Beteiligung fortgesetzt worden.
Vom 19. Dezember 1988 bis 1. April 1992 war Wimmer Parlamentarischer Staatssekretär beim Bundesminister der Verteidigung mit den besonderen Schwerpunkten: Integration der Streitkräfte in Deutschland und Zusammenarbeit mit der Westgruppe der Truppen (ehemals Sowjetunion, nunmehrige Gemeinschaft Unabhängiger Staaten) im Kabinett Kohl III und Kabinett Kohl IV. Am 1. April 1992 schied er gemeinsam mit dem damaligen Bundesverteidigungsminister Gerhard Stoltenberg aus dem Amt.
In seiner Monografie und in der Dokumentation der Äußerungen eines Zeitzeugenforums durch den Militärhistoriker Hans Ehlert wird aus der Sicht Wimmers dargestellt, dass er die meisten Punkte des Verhandlungsprogramms des Verteidigungsministeriums durchsetzen konnte. Er scheiterte allerdings mit seinem Konzept, einzelne NVA-Offiziere in die Bundeswehr zu übernehmen. Ursprünglich hatten DDR-Offiziere gegenüber Wimmer die Übernahme der NVA in die Bundeswehr vorgetragen. Bertram Wieczorek, Parlamentarischer Staatssekretär beim Ministerium für Abrüstung und Verteidigung der DDR, lobte Wimmers umfassenden Bericht der Ereignisse, der frei von Legendenbildung sei. Wimmers Absicht, Generale und Admirale aus der NVA in die Bundeswehr zu übernehmen, scheiterte seiner Aussage nach am Einspruch Hans-Dietrich Genschers. Einige Generale und Admirale der NVA seien für mehrere Jahre als Berater beim Bundesministerium der Verteidigung eingesetzt, dann aber auf Wunsch der NATO entfernt worden. Bei der Umkleidung der NVA-Soldaten in Westuniformen sei Wimmer nach eigener Darstellung gegen die Tricks und Kniffe der Militärbürokratie vorgegangen, die diesen Vorgang behindert hätten.
Wimmer war Stellvertretender Leiter der Delegation des Deutschen Bundestages bei der Parlamentarischen Versammlung der OSZE und war von Juli 1994 bis Juni 2000 Vizepräsident der Parlamentarischen Versammlung der OSZE.

#### Positionen nach seiner Zeit als Abgeordneter
Neben der Autorenschaft im vom Verfassungsschutz als „gesichert extremistisch“ eingestuften Magazin Compact, an deren Konferenz Wimmer 2014 teilnahm, wirkte er bei Publikationen des Kopp Verlag mit. Der grüne Volker Beck verlangte, dass die CDU (und die SPD) generell ihr „Verhältnis zu rechtspopulistischen Verschwörungstheoretikern“ klären und die CDU Niederrhein die Ehrenmitgliedschaft für Wimmer überdenken solle.
Zudem schreibt er regelmäßig für die Epoch Times, war mehrmals Interview-Partner des Verschwörungstheoretikers Ken Jebsen in dessen vom Verfassungsschutz beobachteter Sendung KenFM und beim Iranischen Rundfunk IRIB. Wimmer sei der Meinung, dass die europäische und die US-Politik an der „Zerstörung der europäischen Völker“ arbeiteten.
Im Dezember 2015 feierte er in Moskau, am Tisch von Wladimir Putin und dessen Entourage, das zehnjährige Bestehen von Russia Today. Spätestens seit März 2018 wird u. a. durch Sören Herbst Wimmers Betätigungsfeld bei Medien wie KenFM, den staatlichen russischen Propagandasendern RT und Sputnik thematisiert; Anlass war Wimmers Auftritt im MDR. 2017 wurde über ihn ein Einreiseverbot in die Ukraine verhängt wegen Verstoß gegen ukrainisches Gesetz anlässlich des gemeinsamen Besuchs mit Ken Jebsen der von Russland besetzten Gebiete.
Wimmers politische Auffassungen und Gastkommentare wurden auf alternativen Internetmedien und Blogs wie Telepolis, NachDenkSeiten, ExtremNews und freieweltnet veröffentlicht und finden seit 2005 eher in der regionalen als überregionalen Presse Platz, etwa beim Donaukurier, der Allgemeinen Zeitung, der Schwäbischen Zeitung, der Taunus-Zeitung, der Neuen Westfälischen, der Rheinischen Post und bei Sputnik.
Er trat darüber hinaus mehrfach im News-Talk und der Talkshow Pro&Contra des Österreichischen Privatsenders Puls 4 auf.
Wimmer ist Redaktionsmitglied der Onlineplattform Cashkurs des Börsenmaklers Dirk Müller.

### Funktionen in der Wirtschaft
Wimmer war Mitglied des Beirats der IKB Deutsche Industriebank AG, Düsseldorf, und Mitglied des Internationalen Beirates von Morgan Stanley, London.

## Politische Positionen

### Kosovokrieg
1999 sprach er sich gegen eine militärische Beteiligung Deutschlands am Kosovokrieg aus. Wimmer sprach von einem „ordinären Angriffskrieg“ und warf insbesondere Außenminister Joschka Fischer und Verteidigungsminister Rudolf Scharping schwerwiegende Manipulation vor.
Schröders Regierung sei aufgrund des von den USA ausgeübten Druckes und der von der Vorgängerregierung eingegangenen Verpflichtungen nicht handlungsfähig gewesen. Die NATO hätte den Beschluss zum Krieg nie gefasst, wenn Helmut Kohl noch Bundeskanzler gewesen wäre. Zudem warf Wimmer der NATO-Führung vor, über den geplanten Vertrag von Rambouillet die Bundesrepublik Jugoslawien unter Bruch der Wiener Übereinkommen zu internationalen Verhandlungen genötigt zu haben, um das „NATO-Diktat“ über den Durchmarsch durch Jugoslawien durchzusetzen. Nach Ansicht Wimmers waren die Verhandlungen von Rambouillet und die Massaker von Račak nur der Vorwand zum Krieg gewesen, der wenige Wochen später mit der Bombardierung Belgrads folgte. Willy Wimmer sah die Frage der Menschenrechtsverletzungen als vorgeschobene Legitimation für die Aushebelung völkerrechtlicher Grundlagen durch die westliche Allianz an.

### Irakkrieg
Kurz vor Beginn des Irakkriegs reiste Wimmer vom 8. bis 11. März 2003 mit Peter Gauweiler nach Bagdad. Die Einladung dazu kam vom Nuntius von Bagdad über Kardinal Ratzinger mit Wissen und Zustimmung des Papstes Johannes Paul II. Offiziell reisten sie nicht in politischer Funktion, sondern als Christen und besuchten christliche Gemeinden. Wimmer kritisierte in Bagdad den möglichen Alleingang der USA: „Wenn die Regeln der Vereinten Nationen nicht mehr eingehalten werden, dann ist das der Aufbruch in ein Zeitalter des Faustrechts, der Aufbruch in eine neue Barbarei.“ Der Unionsspitze hatte Wimmer schon vorher vorgeworfen, sie argumentiere teilweise, „als befände man sich bereits auf einem Feldherrenhügel vor Bagdad“. Wimmer war einer von fünf Abweichlern von der CDU-Linie der Unterstützung der USA. Er befürchtete eine Konfrontation, „bei der zwei Kulturkreise unserer Welt, die untereinander auf Kooperation angewiesen sind, für Generationen in eine bedingungslose Feindschaft geraten. Die Auswirkungen können bis an den Rand eines globalen Konfliktes führen.“
Zusammen mit Peter Gauweiler schrieb Wimmer am 18. Juli 2016 einen offenen Brief an Angela Merkel, in dem diese zur Stellungnahme aufgefordert wird. Anlass war nach Darstellung des Briefes ihr Schweigen zum Chilcot-Bericht, der die ehemalige Regierung Tony Blairs stark belaste. Wie dieser hatte auch Angela Merkel gegen die Regierung Schröder die Beteiligung Deutschlands am Irakkrieg in der Koalition der Willigen befürwortet. „Gerade wir Deutschen haben nun auch eine Verpflichtung, unserer neuen Verantwortung umfassend gerecht zu werden. Das schließt auch die Beteiligung an militärischen Operationen zur Verteidigung von Freiheit und Menschenrechten, zur Herstellung von Stabilität und Sicherheit ausdrücklich ein.“ Die Nichtteilnahme des damaligen Bundeskanzlers Gerhard Schröder habe sie am 13. Februar 2003 als „Irrweg“ bezeichnet. Der Brief fordert Angela Merkel zur Änderung ihrer Einschätzung auf.

### Afghanistankrieg
Unmittelbar nach dem Beschluss des Bundestages am 9. März 2007, die NATO-Truppe im Afghanistankrieg durch den Einsatz von Tornado-Flugzeugen zu unterstützen, reichte er gemeinsam mit dem Abgeordneten Peter Gauweiler (CSU) dagegen Klage beim Bundesverfassungsgericht ein. Gleichzeitig wurde eine einstweilige Anordnung beantragt. Die Abgeordneten machten geltend, der Tornado-Einsatz führe zu einer stillschweigenden Änderung des NATO-Vertrags, die mit dem allgemeinen Gewaltverbot der UN-Charta und des Völkergewohnheitsrechts nicht vereinbar sei und gegen die Artikel 24, 25 und 26 des Grundgesetzes verstoße, wodurch Deutschland völkerrechtswidrige Aktionen der USA unterstütze. Eine Änderung des NATO-Vertrags bedürfe der expliziten parlamentarischen Zustimmung. Da dies nicht geschehen sei, seien die Rechte der Abgeordneten verletzt. Prozessbevollmächtigter im Organstreitverfahren war Dietrich Murswiek.
Der Antrag auf Erlass einer einstweiligen Anordnung wurde am 12. März vom 2. Senat des Bundesverfassungsgerichts abgewiesen, weil die in der Hauptsache gestellten Anträge unzulässig seien. Soweit die Antragsteller geltend machen, die Bundesregierung habe Rechte des Bundestages verletzt, seien sie als einzelne Abgeordnete nicht befugt, Rechte des Bundestages geltend zu machen. Soweit sie die Verletzung eigener Rechte geltend machen, fehle es an deren schlüssiger Darlegung.

### NSA-Affäre
Während der Handy-Affäre um Kanzlerin Angela Merkel 2013 nahm die Frankfurter Rundschau im Artikel Jetzt sind die Zeiten des Spotts vorbei Bezug auf die kritische Haltung Willy Wimmers gegenüber Außenpolitik und Überwachung durch die USA. Man kolportiere in Regierungskreisen, dass der ehemalige Staatssekretär im Verteidigungsministerium bei vertraulichen Gesprächen stets gewarnt habe „Vorsicht, die CIA hört mit.“ Seinen nachfolgenden Hinweis, Handys seien eigentlich nur in einem Kühlschrank sicher vor einer Überwachung, habe man damals nicht ernst genommen, sondern eher belächelt. Nun erinnere man sich wieder daran.

## Publikationen
- Laß uns dir zum Guten dienen… Der Weg der NVA in die Bundeswehr. Neusser Zeitungsverlag/ Druck + Verlag Josef Wegener, Dormagen 2000, ISBN 3-9803165-6-4.
- mit Wolfgang Effenberger: Wiederkehr der Hasardeure: Schattenstrategen, Kriegstreiber, stille Profiteure 1914/2014. zeitgeist Print & Online, Höhr-Grenzhausen 2014, ISBN 978-3-943007-07-7.
- Vorwort zu Wolfgang Effenberger: Das amerikanische Jahrhundert, Teil 2: Wiederkehr des Geo-Imperialismus? Grin Verlag GmbH, München 2011, ISBN 978-3-640-90215-6
- Die Akte Moskau. zeitgeist Print & Online, Höhr-Grenzhausen 2016, ISBN 978-3-943007-12-1
- Vorwort zu: Thorsten Schulte Kontrollverlust. Wer uns bedroht und wie wir uns schützen. Kopp Verlag, Rottenburg 2017, ISBN 978-3-86445-492-9.
- „Lagebericht“ in Halford Mackinder: Der Schlüssel zur Weltherrschaft. Die Heartland-Theorie mit einem Lagebericht von Willy Wimmer. Westend Verlag, Frankfurt am Main 2019, ISBN 978-3-86489-289-9
- Vorwort zu: Helmut Roewer: Spygate. Der Putsch des Establishments gegen Donald Trump. Kopp Verlag, Rottenburg 2020. ISBN 978-3-86445739-5.